# 登山計画書
登山計画書（とざんけいかくしょ）とは、登山の際に提出する書類のこと。「登山届」「登山者カード（登山カード）」「入山届」ともいう。

## 概要
基本的には提出は任意だが、自治体によっては登山条例によって特定の山岳に登山する場合に登山計画書の提出を義務づけ、または努力義務化している場合もある。2017年3月、北アルプスの西穂高岳で登山届を出さないまま入山し、滑落事故に遭った男性2人に対して、岐阜県は条例に基づく罰則（過料5万円）を初めて適用している。
登山行程が記載された登山計画書を提出することで、遭難時の捜索の範囲を絞り込むことができ、より早期の発見を期待できる。
山域によっては、登山後に「下山届」による下山報告を求められる場合もある。
2014年の御嶽山噴火では登山届を出さずに入山した人が多く、行方不明者数の把握を難しくしたとの指摘がある。

## 家族への通知
登山計画書や下山届を提出しても、提出した個々人が無事に下山したかどうかを警察が把握する運用とはなっていない。下山予定日に下山しなかった遭難者の検知は、警察ではなく家族（あるいは職場）の通報により行われる。
従って、登山計画書は警察だけでなく家族にも渡しておくことが重要である。
たとえ、警察に登山計画書を提出したとしても、家族に行き先を告げずに登山に行くと、万一遭難した時に、「どの山に登ったのか家族も警察も誰も知らない」ということになり、捜索しようがなく、救出できない恐れがある。

## 登山届の提出

### 登山届の提出先

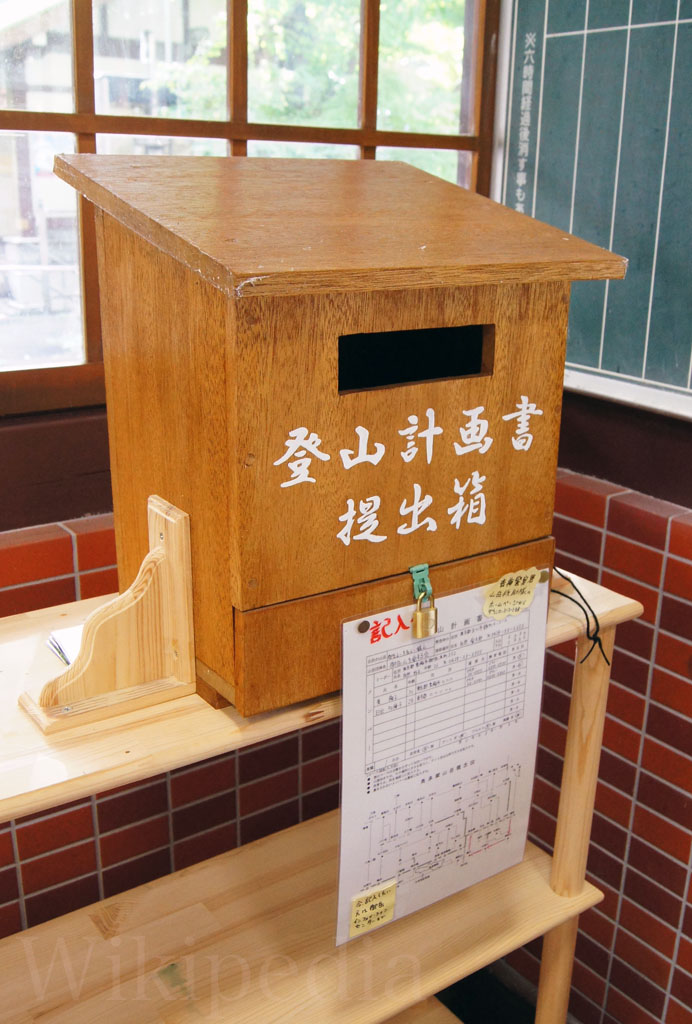
JR東日本 御嶽駅構内にある提出箱

日本山岳・スポーツクライミング協会の登山計画書（登山届）の様式では以下を提出先として掲載している。
- 知事等（条例等で提出が義務化されている場合） - 条例で定める所定の届出先へ提出[5]
- 家庭、クラブ（山岳会）、職場、学校など[5]
- 山域にある登山指導センターや案内所、登山口に設置された登山届ポストなど[5]
- 山域を管轄する警察本部や警察署など[5]

### 電子登山届
下記のWebサービス・アプリにより提出することも可能である。これらには下山時に下山通知する機能がある。これらのサービスでは地図上で地点をクリックするとそれをつなぐように経路を作成し、想定される所要時間なども計算してくれる。
山と自然ネットワーク・コンパス
2022年12月現在、大半の都道府県の自治体・警察と連携している。非対応は、秋田県、岩手県、山形県、茨城県、千葉県、大阪府、奈良県、広島県、高知県、福岡県、佐賀県、長崎県、熊本県、沖縄県。
YAMAP
2022年11月28日現在、岩手県、群馬県、神奈川県、長野県、静岡県、大阪府、奈良県、鳥取県、山口県、熊本県が対応している。
ヤマケイオンラインなどPDFの形式で登山計画書を作成できるサービスもあり、それらをメールで送ることもできる。

## 登山計画書の書式
登山計画書（登山届）には、登山者（氏名、生年月日、性別、年齢、住所、携帯電話番号、緊急連絡先）、目的の山域や山名、入山日と最終下山日等、日程等を記載する。
滋賀県山岳遭難防止対策協議会の登山届の様式では以下の項目を設けている。
- 山岳団体名[9]
- 緊急時の連絡先（住所、氏名）[9]
- 目的の山名（縦走や宿泊の有無）[9]
- 登山ルート（入山日、入山口、下山予定日、下山口、予備日）[9]
- 登山者の構成（氏名、年齢、性別、血液型、山岳保険の有無、携帯電話番号、住所、それぞれの緊急連絡先）[9]
- 携帯食料（持参量（何日分）、非常食の有無）[9]
- 主な装備（無線機の有無、無線機がある場合は周波数、懐中電灯の有無、ツエルトの有無、携帯懐炉の有無、カッパの有無）[9]
- コース図（コース図上の点線をルートに応じて実線でなぞり矢印を記入）[9]

日本山岳・スポーツクライミング協会では登山計画書（登山届）の様式を公開している。